# 裨离
裨离国，3世纪时国名，《晋书·四夷传》将其与周边九国并称为裨离等十国或裨离十国。裨离是黑龙江流域原住民中的一个部落，其具体方位无考。一说即扶余古国橐离、索离。

## 历史
晋武帝泰始三年（267年），裨离国向西晋进贡方物。

## 地理
裨离国在肃慎西北，马行距离200天左右，人口约2万户。

## 裨离十国
裨离十国包括裨离国、养云国、寇莫汗国、一群国、牟奴国、模卢国、于离末利国、蒲都国、绳全国、沙楼国。
养云国距离裨离国马行50天左右，人口约2万户。寇莫汗国距离养云国马行100天左右，人口5万多户。一群国距离寇莫汗国马行150天左右，距离肃慎5万多里，其风俗和水土条件不明。
太熙初年，牟奴国首领逸芝惟离、模卢国首领沙支臣芝、于离末利国首领加牟臣芝、蒲都国首领因末、绳全国首领马路、沙楼国首领钐加，都派遣正副使面见东夷校尉何龛表示归附。

## 延伸阅读
[在维基数据编辑]
 《欽定古今圖書集成·方輿彙編·邊裔典·裨離部》，出自陈梦雷《古今圖書集成》
 《晉書·卷097》，出自房玄齡《晉書》